# Жаксыгарина, Марзия Жумашевна
Марзия́ Жума́шевна Жаксыга́рина (каз. Мәрзия Жұмашқызы Жақсығарина, род. 1 апреля 1961 пос. Чайда, Мартукский район, Актюбинская область) — казахская художница, график, экслибрист, гравёр, общественный деятель. Кандидат культурологии (Ph.D) (2002), Профессорискусствоведения ВАК (2019), член Союза художников Казахстана (1998), почетный гражданин города Актобе (1999), человек года Актюбинской области (2003).

## Биография

### Семья
Марзия Жаксыгарина родилась 1 апреля 1961 года в поселке Чайда Мартукского района, Актюбинской области в многодетной семье. Её отцом был Жумаш Беркимбетович Жаксыгарин (каз. Жұмаш Беркімбетұлы Жақсығарин) — победитель соцсоревновании 1977 и 1980, был награждён орденом трудового красного знамени (1973) и орденом «Знак Почёта» (1981). Её мать, Жансулу Буркуталина Ельгондиновна (каз. Жансұлу Бүркіталина Елғондықызы), является дочерью раскулаченного богача, и матерью героиней, награждена орденом «Материнская слава» 3-й степени. Родила и воспитала семерых детей: пять мальчиков и двух дочерей.

### Учёба
Юная Жаксыгарина проучилась 8 лет в Чайдинской восьмилетней школе. Продолжила обучение в Ново-Михайловской средней школе, но в 1977 году увидев в областной газете «Путь к коммунизму» объявление об открытии художественно-оформительского отделения в Актюбинском культпросветучилище, поспешно забрала из школы документы и поступила в училище. Первоначальные художественные навыки получила от преподавателя рисунка Ануара Отеген-Тана, а знания по истории искусства от Петра Петровича Калиниченко. Быстро начала добиваться успехов. Уже в 1979 году в стенах училища была организована первая персональная выставка живописи и рисунка по итогам поездки на Кавказ.
Окончив училище с отличием, Жаксыгарина поехала в Москву, где работала художником-оформителем на Московском заводе им. Лихачева. В 1988 Жаксыгарина продолжила образование на художественно-графическом факультете Алматинского государственного университета им. Абая, где историю искусства преподавала Людмила Павловна Зальцман, дочь заслуженного деятеля искусств Казахской ССР, Павла Яковлевича Зальцмана. В 1993 году, Жаксыгарина закончила АГУ им. Абая, получив квалификацию учителя изобразительного искусства и черчения.

### Работа
В 1994 году Жаксыгарина была принята на работу преподавателем на кафедру изобразительного искусства АГУ им. К. Жубанова. В 2002 году в Санкт-Петербургском государственном университете культуры и искусства на кафедре «Теории и истории культуры» доктора философии, профессора Иконниковой Светланы Николаевны она защитила диссертацию на соискание степени кандидата культурологии по теме «Экслибрис в культуре Казахстана». В 2004 году Жаксыгарина стала доцентом кафедры «Дизайн» АГУ им. К.Жубанова.
С 2007 по 2013 Жаксыгарина работала в Казахско-Русском международном университете, где ей в 2011 году было присуждено академическое звание профессора.

### Начало творческой карьеры
Экслибрисом занимается с 1994 года. Жаксыгарина является автором около 260 экслибрисов (по состоянию на 2013 год), посвященных в основном известным зарубежным и отечественным деятелям культуры, искусства и политики. Для характеристики Жаксыгариной как художника можно воспользоваться словами Кондратьевой А.:
В целом её творчеству присущи обстоятельная обдуманность композиции, четкость и ясность замысла, краткость и точность выражения, мастерское владение техникой резьбы на линолеуме(…) Художница применяет ассоциативные приемы выражения(…) Марзия Жаксыгарина хороший портретист. Её способность помогает раскрыть тему экслибрисов с портретными изображениями. Автор великолепно варьирует разнообразными приемами исполнения лиц поэтов и писателей.
Основные серии: «Қазақ елі» (1995—1996), «Ювелирные украшения Казахстана» (1997), «Абай — 150 жыл» (1995), «Ұлы жеңіске 50 жыл»(1995), «Мұхтар Әуезов — 100 жыл» (1997), «Құдайберген Жұбанов — 100 жыл» (1999), «Экзюпериана» (1994—2013), «Пушкиниана» (1998), «Архитектура» (1998) и др.

### Признание
В 1998 году Жаксыгарина была принята в члены Союза художников Казахстана. В том же 1998 году за выдающиеся заслуги Жаксыгариной было присвоено звание Почетного гражданина города Актобе. За проведение международных выставок, пропаганду казахской культуры и духовности, а также за достижения в социальной сфере, науке и культуре Жаксыгарина в 2001 была награждена правительственной медалью «За трудовое отличие». В 2003 ей было присвоено звание человека года Актюбинской области.
Творчество художницы Жаксыгариной было высоко оценено не только отечественными, но и зарубежными ценителями искусства. В 2003 году она была внесена во 2-й том всемирной энциклопедии «Современные мировые художники экслибриса» (англ. Contemporary international exlibris artists), на обложке, которой была помещена одна из работ Жаксыгариной. Также, экслибрис художницы был помещен на польскую банкноту номиналом в 50 злотых выпущенную тиражом в 50 экземпляров специально для нумизматов Польши.

## Общественная деятельность

### Выставки-дар
Жаксыгарина много лет занималась и продолжает заниматься общественной деятельностью, связанной с пропагандой казахской истории, традиций и ценностей.
В 1998 году Жаксыгарина провела выставку-дар, подарив 140 экслибрисов из своей коллекции Оренбургу в честь 255-летия города.
В апреле 2003 года Жаксыгарина передала в дар инженерно-техническому факультету АГУ имени К. Жубанова 50 экслибрисов. Во время открытия выставки она сказала:
В первую очередь она [экспозиция] будет служить эстетическому воспитанию студентов.
В том же 2003 году по инициативе Ануара Отеген-Тана и Марзии Жаксыгариной в районном центре Уил был открыт музей искусств. Они передали в дар около 600 произведений живописи, графики, скульптуры и изделий декоративно-прикладного искусства. В коллекцию вошли работы самих художников, а также художников Казахстана, России и дальнего зарубежья включая работы Жанатая Шарденова, Юрия Михайловича Непринцева, Сабура Абдрасуловича Мамбеева, Андрея Андреевича Дячкина, Исатая Нурышевича Исабаева, Сергея Васильевича Кукурузы, Алексея Ивановича Верещагина и др.

### Куратор
В 1998, в честь 130-летия города Актобе, Жаксыгарина провела международную выставку экслибриса «Польские художники 20 века», на которой было представлено 900 экслибрисов 100 графиков Польши. В 1999 году М. Ж. Жаксыгарина была куратором Международной выставки экслибриса и графики, посвященной 100-летию Кудайбергена Жубанова, в которой приняли участие 124 художника из 25 стран мира, прислав 357 работ.
Бывший аким города Елеусин Наурызбаевич Сагиндыков о Жаксыгариной и об этом событии сказал следующее:
(...) Наряду с этим хочу особо отметить энергичность нашей соотечественницы и мастера редкостного искусства экслибриса — Марзии Жаксыгариной. По инициативе Марзии в Актобе была проведена первая в нашей стране международная выставка экслибриса. Художники с разных точек мира отправляли свои работы, на которых был запечатлен сияющий образ сына казахского народа, первого профессора казахского языка Кудайбергена Жубанова, 100-летие которого было отпраздновано в прошлом году.Оригинальный текст (казах.)(...) Сонымен қатар таңсық өнер – экслибристен әлем мойындағы суретші қызымыз Мәрзия Жақсығаринаның жігерлі қимылын бөле-жара атар едім. Мәрзияның ұйымдастыруымен Ақтөбеде елімізде бірінші рет экслибрис шеберлерінің халықаралық көрмесі дүрілдеп өтті. Әлемнің әр шалғайынан жолданған суреттерде үстіміздегі жылы 100 жылдығы аталып өтілген қазақ халқының біртуар ұлы, үлттық тіл ғылымының тұңғыш профессоры Құдайберген Жұбановтың жарқын да жасампаз бейнесі көрініс тапты.
В 2001 году в городе Актобе по её инициативе была организована международная выставка экслибриса и графики «Духовность и культура Казахстана», посвященная 10-летию независимости Казахстана, в которой приняли участие уже 152 художника из 35 стран мира, приславших 463 работы.
Весной 2006 года, Жаксыгарина вместе с супругом организовала сразу 2 международные выставки экслибриса и графики: одна посвящена 100-летию Сергея Васильевича Кукурузы, вторая посвящена 100-летию Ахмета Куановича Жубанова. Таким образом, Актобе у зарубежных художников снискал славу столицы экслибриса.

## Научная деятельность
«Одним из важнейших условий существования и дальнейшего развития культуры, как показывает анализ истории человеческого общества, является возможность обмена духовными ценностями между людьми».
Жаксыгарина является автором около 50 научных статей в области исследования графики и экслибриса с точки зрения искусствоведения и культурологии. Экслибрис рассматривается в качестве средства коммуникации, предмета коллекционирования, и его эволюция от тамг и печатей до современного экспозиционного состояния. Значительная часть работ отведена изучению культуры в общем, и в частности живописи, и изобразительного искусства Казахстана до и после обретения независимости.
Марзия Жаксыгарина также внесла существенный вклад в популяризацию творчества художников Казахстана, как Ануар Отеген-Тана, Исатай Нурышевич Исабаев, Евгений Матвеевич Сидоркин, Орынгали Алтынбаевич Хайруллин, Сергей Васильевич Кукуруза, Абылхан Кастеев, Аубакир Исмаилов, Урал Тансыкбаев, Таймас Ниязбекович Телеушев, Алексей Иванович Верещагин, Борис Андреевич Ткаченко, Александр Леонтьевич Лежнин.

### Книги и учебные пособия
- Жаксыгарина М. Ж. Актюбинский экслибрис. — Актобе: АГУ им. К. Жубанова, 1996. — 112 с. — 320 экз. — ISBN 9965-515-99-9.
- Жаксыгарина М. Ж. Учебный рисунок: учебное пособие. — Актобе: АГУ им. К. Жубанова, 2002. — 68 с. — 500 экз. — ISBN 9965-515-91-3.
- Жаксынарина М. Ж. История архитектуры: учебное пособие. — 2-е изд. — Актобе: КРМУ, 2013. — 114 с. — 500 экз. — ISBN 978-601-7441-02-9.

### Основные статьи о графике и экслибрисе
- Жаксыгарина М. Ж. Казахский экслибрис // Вестник КазНУ: серия историческая : Ж. — Алматы: Қазақ университеті, 2002. — № 1. — С. 71—73. — ISSN 1563-0269.
- Жаксыгарина М. Ж. Тамга – протоэкслибрис // Вестник КазНУ: серия историческая : Ж. — Алматы: Қазақ университеті, 2002. — № 2. — С. 67—71. — ISSN 1563-0269.
- Жаксыгарина (Отеген) М. Ж. К истории развития искусства экслибриса на востоке // Вестник КазНУ: серия историческая : Ж. — Алматы: Қазақ университеті, 2003. — № 1. — С. 99—104. — ISSN 1563-0269.
- Отеген М. Ж. Экслибрис как способ художественной коммуникации // Современные проблемы межкультурных коммуникации : Сб. — СПб., 2003. — Т. 158. — С. 156—162. — ISBN 5-94708-027-3.
- Жаксыгарина М. Ж. Казахстанская графика периода независимости // Простор : Ж. — Алматы, 2011. — № 12. — С. 180—186. — ISSN 0131-5587.

### Основные статьи о живописи и искусстве
- Жаксыгарина М. Ж. История портрета в Казахской живописи и художественный контекст проблемы // Академик Ш. Есенов – его роль в развитии науки и техники и в освоении природных ресурсов Казахстана: материалы республиканской научно-практической конференции посвященной 80-летию Ш. Есенова : Сб. — Актау, 2007. — Т. 2. — С. 25—27. — ISBN 9965-719-91-8.
- Жаксыгарина М. Ж. Искусство как объект культурологического исследования // Послание президента Н. Назарбаева народу Казахстана и задачи высшей школы: материалы международной научно-практической конференции, посвященной 75-летнему юбилею Западно-Казахстанского государственного университета имени М. Утемисова : Сб. — Уральск, 2007. — С. 74—77. — ISBN 9965-748-74-8.
- Жаксыгарина М. Ж. Актуальные проблемы изучения живописи Казахстана // Преемственность традиций культуры и искусства в мировом пространстве: сборник докладов международной научно-практической конференции, посвященной 110-летию видного общественного деятеля Т. К. Жургенова : Сб. — Алматы, 2008. — С. 55—58. — ISBN 9965-9865-9-2.
- Жаксыгарина М. Ж. Искусство и внетекстовая действительность // Урал-Алтай: через века в будущее: материалы III Всероссийской тюркологической конференции, посвященной 110-летию со дня рождения Н. К. Дмитиева : Сб. — Уфа, 2008. — С. 85—87. — ISBN 978-5-91608-011-7.
- Жаксыгарина М. Ж. Мифология в живописи постмодерна как новое религиозное сознание // Философский альманах – Современность: мир мнений : Ж. — Алматы, 2009. — № 3—4. — С. 59—67.

### Избранные статьи о художниках Казахстана
На русском языке:
- Жаксыгарина М. Ж. Графика Исатая Исабаева: фольклорно-мифологическая поэтика как компонент художественного мира // Евразия : Ж. — 2010. — № 4. — С. 90—96. — ISSN 1682-055X.
- Жаксыгарина М. Ж. Горизонты мастеров пейзажа // Мысль : Ж. — 2010. — № 3. — С. 80—85. — ISSN 1026-938X.
- Жаксыгарина М. Ж. Читая Сакена Сейфуллина: философия казахской культуры в графике Евгения Сидоркина // Простор : Ж. — Алматы, 2012. — № 1. — С. 181—184. — ISSN 0131-5587.
- Жаксыгарина М. Ж. Мастер из Актобе // Простор : Ж. — Алматы, 2013. — № 2. — С. 183—186. — ISSN 0131-5587.
- Жаксыгарина М. Ж. О творчестве Ануара Отеген-Тана // Российский экслибрисный журнал : Ж. — Москва, 2013. — Вып. 15. — С. 25—32. — ISBN 978-5-8061-0100-3.

На казахском языке:
- Жақсығарина М. Ж. Исатай Исабаевтың графикалық өнері // Ақиқат : Ж. — 2011. — № 1. — С. 68—71. — ISSN 1019-5300.
- Жақсығарина М. Ж. Евгений Сидоркиннің шығармаларындағы ұлттық психология // Ақиқат : Ж. — 2011. — № 3. — С. 64—67. — ISSN 1019-5300.

На английском языке:
- Zhaksygarina Marziya Zhumashkyzy. Isabaev’s “Kazakh national Folklore Epos” – the country’s etching classics // The business and economy interaction cross cultural excellence: international scientific discussion proceedings : Com. — Jakarta, 2010. — С. 69—73. — ISBN 978-602-8761-25-3.
- Zhaksygarina Marziya Zhumashkyzy. A few words about graphics of Anuar Otegen-Tana // European Science and Technology: Materials of the II International Research and Practical Conference, 2nd ed : Com. — Wiesbaden, 2012. — Vol. II. — P. 527—532. — ISBN 978-3-9811753-7-0. Архивировано 20 октября 2013 года.
- Zhaksygarina Marziya Zhumashkyzy. Everyday life through the artist’s eye // European Science and Technology: Materials of the II International Research and Practical Conference, 2nd ed : Com. — Wiesbaden, 2012. — Vol. II. — P. 532—540. — ISBN 978-3-9811753-7-0. Архивировано 20 октября 2013 года.
- Zhaksygarina Marziya Zhumashkyzy. The theme of folk epos as an example of series eau-fortes of Isatay Isabaev “Dear Heritage” // European Science and Technology: Materials of the II International Research and Practical Conference, 1st ed : Com. — Wiesbaden, 2012. — Vol. II. — P. 580—587. — ISBN 978-3-9811753-6-3. Архивировано 20 октября 2013 года.
- Zhaksygarina Marziya Zhumashkyzy, Yespay Ainagul Nygmetkyzy. National psychology in the works of Yevgenii Sidorkin “Kazakh national games” // European Applied Sciences : Com. — Stuttgart: ORT Publishing, 2013. — Vol. 1, № 3. — P. 25—30. — ISSN 2195-2183.

## Награды и премии
- Почетный гражданин города Актобе (1999)
- Лауреат премии акима города Актобе (2000)
- Медаль «За трудовое отличие» (2001)
- Медаль «10 лет независимости Республики Казахстан» (2002)
- Человек года Актюбинской области (2003)

## Каталоги выставок
- Международная выставка экслибриса и графики посвященная 100-летию Кудайбергена Жубанова: каталог выставки = Құдайберген Жұбановтың 100 жылдығына арналған халықаралық экслибрис пен графика көрмесі: көрменің каталогі / Сост. М. Ж. Жаксыгарина. — Новотроицк: НОСТА-печать, 1999. — 88 с. — 1000 экз. — ISBN 5-628-02244-6.
- Международная выставка экслибриса и графики «Духовность и культура Казахстана»: каталог выставки = «Қазақстанның руханияты мен мәдениеті» атты халықаралық экслибрис пен графика көрмесі: көрменің каталогі / Сост. М. Ж. Жаксыгарина. — Новотроицк: НОСТА-печать, 2001. — 184 с. — 1000 экз. — ISBN 9965-515-32-8.
- Международная выставка экслибриса и графики, посвященная 100-летию рождения художника Сергея Васильевича Кукурузы: каталог = Суретші Сергей Васильевич Кукурузаның 100 жылдығына арналған халықаралық экслибрис пен графика көрмесі: каталог / Сост. А. Отеген-Тана. — Актобе: Nobel, 2006. — 56 с. — 500 экз. — ISBN 9965-437-76-9.
- Международная выставка экслибриса и графики, посвященная 100-летию композитора, академика Ахмета Куановича Жубанова = Композитор Ахмет Қуанұлы Жұбановтың 100 жылдығына арналған халықаралық экслибрис пен графика көрмесі: каталог / Сост. А. Отеген-Тана. — Актобе: Nobel, 2006. — 56 с. — 1000 экз. — ISBN 9965-437-75-0.
- Ткаченко Борис Андреевич: каталог выставки, посвященной 70-летию художника / Сост. А. Отеген-Тана. — Актобе: Sigma, 2007. — 24 с. — 300 экз. — ISBN 9965-21-363-1.
- Лежнин Александр Леонтьевич: каталог выставки, посвященной 80-летию художника / Сост. А. Отеген-Тана. — Актобе: Sigma, 2007. — 24 с. — 500 экз. — ISBN 9965-21-188-4.
- Владимир Гадомский: каталог выставки, посвященной 70-летию художника / Сост. А. Отеген-Тана. — Актобе: Sigma, 2008. — 36 с. — 200 экз. — ISBN 9965-21-780-7.